# Binz (rapper)
Lê Nguyễn Trung Đan (sinh ngày 24 tháng 5 năm 1988), thường được biết đến với nghệ danh Binz, là một nam rapper và ca sĩ kiêm sáng tác nhạc người Việt Nam.

## Cuộc đời và sự nghiệp

### 2002–2007: Những năm đầu đời
Binz sinh ngày 24 tháng 5 năm 1988 tại Gia Lai, Việt Nam. Chịu ảnh hưởng từ sở thích nghe nhạc trữ tình từ mẹ, Binz sớm thần tượng các ca sĩ Việt Nam như Tuấn Ngọc, Khánh Ly, Giao Linh.
Binz từng sống và làm việc ở Texas, Hoa Kỳ (từ năm 2005) Trước khi quyết định đi theo con đường âm nhạc, Binz đã từng dành thời gian dài học về ngành kiến trúc tại trường đại học The Art Institute (Mỹ). Đối với anh, mỹ thuật đi song hành cùng âm nhạc, ảnh hưởng đến đời sống nghệ thuật của anh.
Binz biết đến rap sau khi nghe một ca khúc của Khanh Nhỏ. Quá trình sinh sống tại Texas, Binz chịu ảnh hưởng về thời trang cũng như phong cách của một số thần tượng Diddy, Jayz.

### 2008–2017: Khởi đầu sự nghiệp và thành công bước đầu
Anh tham gia cộng đồng underground Việt từ năm 2008.  Anh chính thức được khán giả biết đến vào năm 2010 với bản mixtape "M-da Legend". Trong thời gian đầu của sự nghiệp, Binz được đánh giá là không phù hợp với xu hướng âm nhạc hiện đại. Biệt danh đầu tiên của Binz là Binz Da Monet, theo tên hoạ sĩ người Pháp Claude Monet. Khi chuyển sang dòng nhạc rap, được một số người hâm mộ gọi là nhà thơ của rap Việt, anh đổi biệt danh trở thành Binz Da Poet. Binz cho biết ban đầu anh không thích biệt danh này, vì đối với anh, đánh giá đọc rap như đọc thơ không phải là một lời khen ngợi.
Dù đã có thời gian hoạt động nghệ thuật dài lâu, Binz mới trở nên nổi tiếng sau ca khúc They Said vào năm 2017. Binz cho biết mục tiêu của anh là phổ biến nhạc Hip hop cho giới trẻ Việt Nam, đồng thời thừa nhận cảm thấy khó chịu khi phải nghe các bản nhạc hip hop Mỹ khi đến các quán bar.

### 2018–nay: Giai đoạn phát triển sự nghiệp ở Việt Nam
Sau thời gian dài hoạt động tại Hoa Kỳ, Binz trở về Việt Nam vào năm 2018. Trong năm 2018, Binz lần lượt phát hành 3 ca khúc: Sao cũng được, Gene và So Far. Ca khúc So Far đạt được thành công nhất định khi đạt được 30 triệu lượt nghe khi phát hành bản audio ca khúc trên YouTube. Binz quyết định thu hình và phát hành MV cho ca khúc này. Anh thừa nhận việc phát hành MV là một thất bại của mình, vì MV có phong cách Mỹ không thân thuộc và thói quen nghe bản Audio của thính giả. Nội dung ca từ bài hát cũng một phần truyền tải chuyện tình cảm của nam rapper, với nội dung chính là một chàng trai thầm yêu một cô gái được nhiều người săn đó, do đó quyết định giữ riêng cảm xúc của mình. Đây chính là lần đầu tiên Binz thu hình một MV tại đất Mỹ.

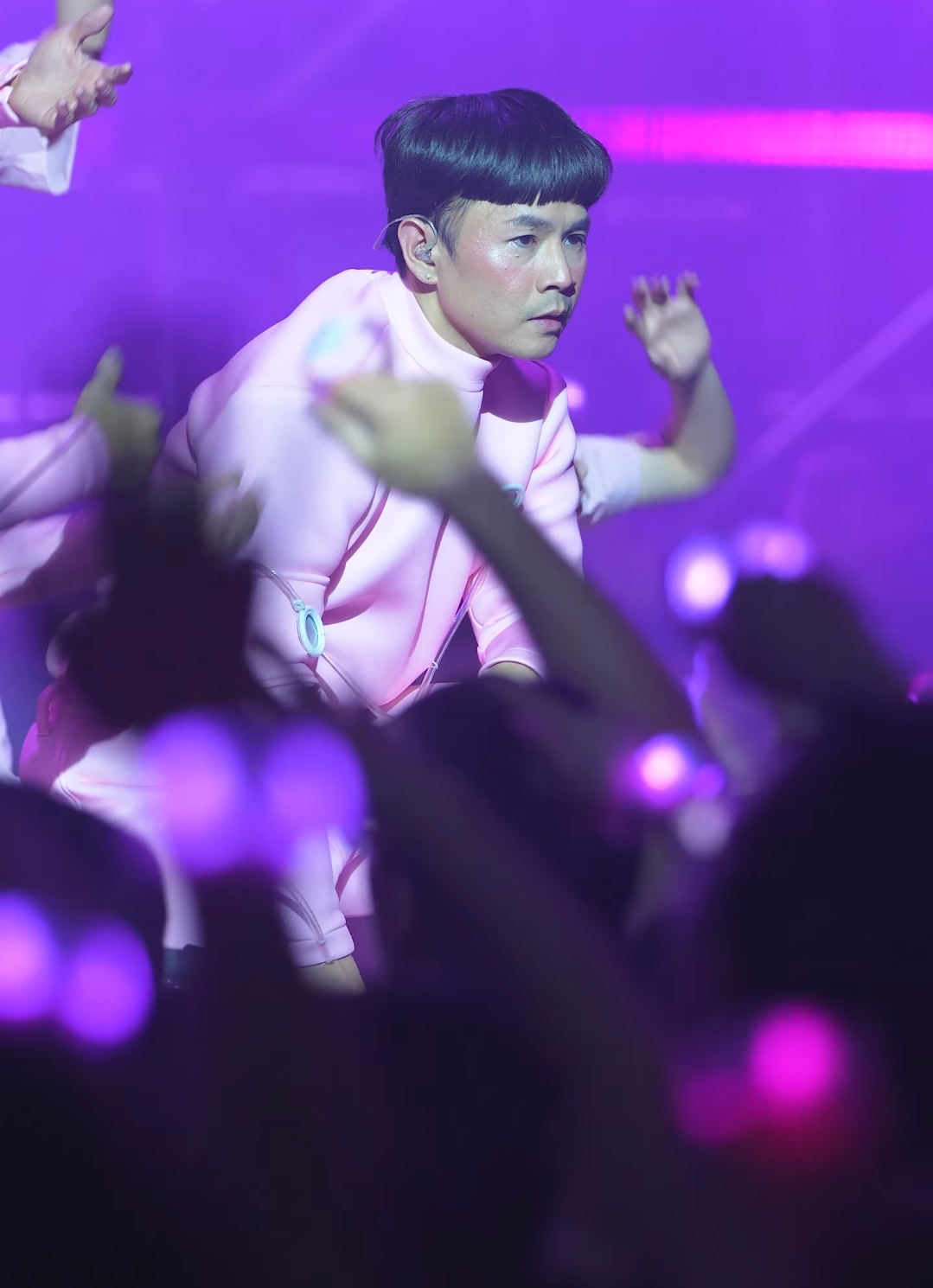
Binz trong chương trình Anh trai vượt ngàn chông gai.

Đầu năm 2020, Binz phát hành ca khúc OK, với nội dung MV xoay quanh câu chuyện một chàng trai hụt hẫng trong tình yêu. MV trở nên khác biệt khi nam rapper xuất hiện với hình ảnh cầm guitar hát trên đường, không có các cảnh tượng xa hoa như trong các MV khác. Với hình ảnh lấy từ chuyến đi Hà Giang của Binz, cùng chất nhạc bắt tai, nhiều người hâm mộ đánh giá đây là bài hát hay nhất của Binz. Tự nhận định về mình trong một cuộc phỏng vấn tháng 6 năm 2020, Binz cho rằng, nếu phải chọn đối thủ trong cuộc chiến rap, người anh chọn là Đen Vâu. Binz và Đen Vâu thuộc về hai trường phái khác nhau về rap: Đen rap về cuộc sống giản dị, Binz rap về các cuộc ăn chơi xa xỉ.
Ngày 5 tháng 7 năm 2020, Binz phát hành ca khúc mới với tựa đề "Bigcityboi" và bài hát đã lọt vào top thịnh hành Youtube tại nhiều quốc gia. "Bigcityboi" là một sản phẩm âm nhạc thử nghiệm, khi không có giai điệu, chỉ có rap và flow. Bài hát trở nên độc đáo và thu hút do cách chơi chữ sáng tạo và tạo xu hướng (cho giới trẻ). Nhiều câu từ trong bài hát được người hâm mộ đăng tải trên các trang mạng xã hội. MV bài hát khắc họa hình ảnh rapper từ thời thơ ấu đến khi trưởng thành và mô tả đặc trưng của các thành phố lớn ("big city"). Bài hát thể loại hip hop đương đại (mang âm hưởng nhạc Trap) này cũng được Binz trình diễn tại chung kết Hoa hậu Việt Nam 2020, mang thông điệp Be Yourself (tạm dịch: Hãy là chính mình). Bigcityboi sau đó được sử dụng trong bộ phim "Biệt đội đánh thuê 4". Đây là lần đầu tiên một ca khúc tiếng Việt được sử dụng trong một bom tấn hành động Hollywood.
Binz tham gia với vai trò Huấn luyện viên trong chương trình Rap Việt (mùa 1), năm 2020 và chiếm được thiện cảm từ khán giả chương trình thông qua cách nói chuyện khiêm tốn, nhẹ nhàng và những lời khuyên chân thành với các thí sinh. Tháng 9 năm 2020, Binz lọt đề cử cho giải Nghệ sĩ nổi bật của năm MTV Việt Nam 2020.
Ngày 4 tháng 10 cùng năm, anh trở lại với ca khúc 021. Câu từ của bài hát được chọn lọc để mang tính gần gũi và tự sự nhằm kể về 10 năm hoạt động nghệ thuật của mình. Hình ảnh trong MV đầy màu hồng đặc trưng mang dấu ấn cá nhân của Binz.
Tối ngày 23 tháng 11 năm 2020, Binz đăng ảnh cúp MAMA trên trang Instagram và nhanh chóng xóa ảnh, vì đêm trao giải là ngày 6 tháng 12 cùng năm. Tuy vậy, tin tức vẫn lan truyền. Trong bài đăng trên báo Tuổi Trẻ, Mi Ly nhận định đây là chiến thắng xứng đáng của Binz sau nhiều năm hoạt động nghệ thuật có hiệu quả. Binz kết hợp với Soobin ra mắt ca khúc BlackJack, ra mắt ngày 30 tháng 11. Đây là lần đầu tiên Binz hợp tác cùng Soobin trong một sản phẩm âm nhạc.
Ngày 14 tháng 3 năm 2022, Binz cho ra mắt MV của ca khúc "Don't Break My Heart", sau 2 năm kể từ ngày bản demo của ca khúc này được đăng tải lên kênh YouTube của Touliver. Ca khúc cũng là sản phẩm mở đường cho album sắp tới kỷ niệm 11 năm thành lập nhóm SpaceSpeakers. Cùng với cho ra mắt MV, Binz cùng với SpaceSpeakers còn cho ra mắt các merchandise liên quan tới ca khúc, bao gồm các sản phẩm thời trang và NFT. Một điểm đáng chú ý trong MV của ca khúc này là "có nhiều khía cạnh về LGBT để nhấn mạnh thông điệp "ai cũng có quyền yêu và được yêu".
Năm 2024, Binz tham gia mùa đầu tiên của chương trình Anh trai vượt ngàn chông gai, phát sóng trên VTV3. Kết quả chung cuộc, anh là 1 trong 17 thành viên của Gia tộc Anh tài toàn năng.

## Đời tư
Giữa năm 2020, xuất hiện tin đồn hẹn hò giữa Binz và nữ fashionista kiêm người mẫu Châu Bùi, nhưng cả hai không có hành động xác nhận hay phủ nhận các tin đồn. Hai người sau đó công khai chuyện tình cảm tại concert Kosmik 2022.

## Phong cách nghệ thuật
Theo nhận định của Billboard, Binz sở hữu chất giọng rap khàn khàn đặc trưng và được một số người đánh giá là mang tính lãng mạn. Âm nhạc của anh chịu ảnh hưởng bởi dòng hip hop Mỹ. Nhạc của Binz mang nhiều sắc thái: nhẹ nhàng, lãng mạn hoặc chứa những đoạn rap mượt mà, điển hình thể hiện qua những sản phẩm âm nhạc như Giữ, Bên Anh Đêm Nay, Hoa Hồng Dại,... Binz chuyển đổi phong cách âm nhạc sang hình thức "đường phố" kể từ ca khúc They Said, dù có nhiều ý kiến trái chiều. Các sản phẩm của Binz luôn mang phong cách riêng biệt của mình, chỉn chu về mặt âm nhạc và hình ảnh.

Viết trên báo VnExpress, tác giả Hà Thu nhận định phong cách âm nhạc của Binz: 
"Âm nhạc của Binz ẩn chứa sự nghịch ngợm, tinh quái của Hip Hop đường phố. Anh hướng đến hình tượng "trai hư" trong các sản phẩm, với nhiều lời tán tỉnh phái đẹp, ẩn ý về chuyện tình dục cũng như đan xen một số câu chửi thề - đặc trưng của âm nhạc đường phố thế giới...Trên nền nhạc bắt tai, cách rap của Binz linh hoạt, với nhiều điểm nhấn nhá, lôi cuốn người nghe. Anh đan cài các câu, từ tiếng Anh hợp lý, nhả chữ duyên dáng."
Tác giả cũng nhận định rằng âm nhạc của Binz mang chất thơ và cảm hứng lãng mạn.

## Hình tượng công chúng
Ngoài các hoạt động thuần túy âm nhạc, Binz nổi bật nhờ phong cách thời trang của mình, với tông màu chủ đạo là màu hồng trên nền trang phục thời thượng và mạnh mẽ nam tính. Binz hiện đã sở hữu bộ grillz do ông vua kim hoàn Johnny Dang sản xuất. Binz có phong cách thời trang hiphop với những trang phục thường sử dụng như mũ bucket, áo hoodie, áo thun, áo bomber, quần túi hộp, giày Sneaker, tracksuit đi kèm với các phụ kiện như nhẫn và vòng tay to bản. Chia sẻ về việc thường sử dụng tông màu hồng, Binz cho biết anh đã yêu thích màu sắc này từ lâu, nhưng chỉ dám sử dụng gần đây, do các định kiến về màu sắc và giới tính. Anh cho biết muốn sử dụng màu sắc này để xóa đi định kiến này.

## Danh sách đĩa nhạc

### Đĩa mở rộng
- Đan xinh in Love (2023)
- Keep cầm ca (2024)

### Đĩa đơn
| Năm  | Video                          | Ngày phát hành                         | Đạo diễn/Sản xuất                        | Nghệ sĩ hợp tác                     |
| ---- | ------------------------------ | -------------------------------------- | ---------------------------------------- | ----------------------------------- |
| 2014 | Crying Over You                | 23 tháng 3 năm 2014                    |                                          | JustaTee                            |
| 2015 | Phía Sau Em                    | 20 tháng 11 năm 2015                   |                                          | Kay Trần                            |
| 2017 | They Said                      | 2 tháng 12 năm 2017                    | 13GFILM                                  | Touliver                            |
| 2018 | Krazy                          | 31 tháng 1 năm 2018                    | Ứng Duy Kiên                             | Touliver, Andree Right Hand, Evy    |
| 2018 | Deep Sea                       | 5 tháng 5 năm 2018                     |                                          | TripleD, Thanh Nguyễn               |
| 2018 | Nguyên Team Đi Vào Hết         | 8 tháng 7 năm 2018                     |                                          | TripleD                             |
| 2018 | So Far                         | 1 tháng 11 năm 2018                    | Linnea Nam                               |                                     |
| 2018 | Tình Nhân Ơi                   | 23 tháng 12 năm 2018                   |                                          | Orange, Superbrothers               |
| 2019 | Thôi Anh Không Chơi Đâu        | 3 tháng 3 năm 2019                     |                                          | TinLe                               |
| 2019 | GENE                           | 12 tháng 5 năm 2019                    | Film55Production                         | Touliver                            |
| 2019 | So Close                       | 24 tháng 8 năm 2019                    |                                          | Phương Ly                           |
| 2019 | Quên Anh Đi                    | 18 tháng 10 năm 2019                   |                                          | SlimV                               |
| 2020 | OK                             | 1 tháng 1 năm 2020                     |                                          |                                     |
| 2020 | Bigcityboi                     | 5 tháng 7 năm 2020                     |                                          | Touliver                            |
| 2020 | Live It Your Way               | 21 tháng 7 năm 2020                    |                                          | Miu Lê                              |
| 2020 | 021                            | 4 tháng 10 năm 2020                    |                                          | Touliver                            |
| 2020 | ToGetHer                       | 9 tháng 11 năm 2020                    | Ứng Duy Kiên                             |                                     |
| 2020 | BlackJack                      | 30 tháng 11 năm 2020                   | Ứng Duy Kiên                             | SOOBIN                              |
| 2021 | Cho Mình Em                    | 26 tháng 3 năm 2021                    |                                          | Đen Vâu                             |
| 2021 | Freaky Squad                   | 30 tháng 11 năm 2021                   | SpaceSpeakers Group                      | SOOBIN, Touliver, Rhymastic         |
| 2022 | Don't Break My Heart Luật rừng | 14 tháng 3 năm 2022 4 tháng 8 năm 2022 | Ứng Duy Kiên, Vũ Hà Quân (CEO SSG) TINLE | Touliver, Rhymastic, 16 Typh, Gonzo |
| 2023 | Hit Me Up                      | 19 tháng 10 năm 2023                   | Space Speakers Group                     | Châu Bùi, Touliver, Nomovodka       |
| 2023 | Môi Chạm Môi                   | 22 tháng 11 năm 2023                   |                                          | Myra Trần                           |
| 2024 | Xuân Đang Đến Bên Em           | 15 tháng 2 năm 2024                    | Space Speakers Group                     | MASTAL, Gonzo, Charles              |
| 2024 | Duyên Kiếp Cầm Ca              | 27 tháng 11 năm 2024                   | Space Speakers Group                     | TripleD                             |

## Giải thưởng và đề cử
| Năm  | Giải thưởng             | Hạng mục                                               | Đề cử                              | Kết quả   |
| ---- | ----------------------- | ------------------------------------------------------ | ---------------------------------- | --------- |
| 2020 | Mnet Asian Music Awards | Nghệ sĩ xuất sắc tại Việt Nam                          | Binz                               | Đoạt giải |
| 2020 | MTV Việt Nam            | Nghệ sĩ nổi bật của năm                                | Binz                               | Đề cử     |
| 2020 | Asian Television Awards | Video âm nhạc hay nhất                                 | Bigcityboi                         | Đề cử     |
| 2020 | Làn Sóng Xanh           | Bài hát hiện tượng                                     | Bigcityboi                         | Đoạt giải |
| 2020 | Làn Sóng Xanh           | Hòa âm phối khí                                        | Bigcityboi                         | Đoạt giải |
| 2020 | Làn Sóng Xanh           | Top 10 ca khúc được yêu thích nhất                     | Bigcityboi                         | Đoạt giải |
| 2020 | Làn Sóng Xanh           | Ca sĩ đột phá                                          | Binz                               | Đoạt giải |
| 2020 | Làn Sóng Xanh           | Nam ca sĩ của năm                                      | Binz                               | Đoạt giải |
| 2020 | We Choice Awards        | Ca sĩ có hoạt động đột phá                             | Binz                               | Đề cử     |
| 2020 | We Choice Awards        | MV của năm                                             | Bigcityboi                         | Đề cử     |
| 2020 | We Choice Awards        | Top 10 nhân vật truyền cảm hứng do cộng đồng bình chọn | Binz                               | Đoạt giải |
| 2020 | We Choice Awards        | Cụm từ/Câu nói viral của năm                           | "Ơ mây zing, gút chóp em" của Binz | Đoạt giải |
| 2021 | Giải Cống hiến          | Music Video của năm                                    | OK                                 | Đề cử     |
| 2021 | Giải Cống hiến          | Bài hát của năm                                        | OK                                 | Đề cử     |
| 2024 | We Choice Awards        | EP/Album                                               | Keep cầm ca                        | Đề cử     |
| 2024 | We Choice Awards        | MV của năm                                             | Duyên kiếp cầm ca                  | Đoạt giải |
| 2024 | We Choice Awards        | Ca sĩ/Rapper có hoạt động đột phá                      | Binz                               | Đề cử     |
| 2024 | Làn Sóng Xanh           | Sự kết hợp xuất sắc                                    | Duyên kiếp cầm ca - Binz, Triple D | Đề cử     |
| 2024 | Làn Sóng Xanh           | Ca khúc của năm                                        | Bình yên - Vũ, Binz                | Đề cử     |
| 2024 | Làn Sóng Xanh           | Top 10 ca khúc được yêu thích nhất                     | Bình yên - Vũ, Binz                | Đoạt giải |